# Вивіска

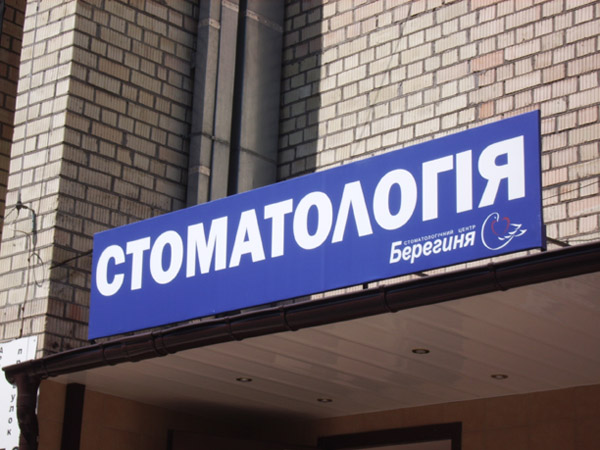
[https://artprom.com.ua/vizualna-reklama/reklama-z-pinoplastu/objemni-bukvy-z-pinoplastu-pinopolistyrolu/ банерна вивіска

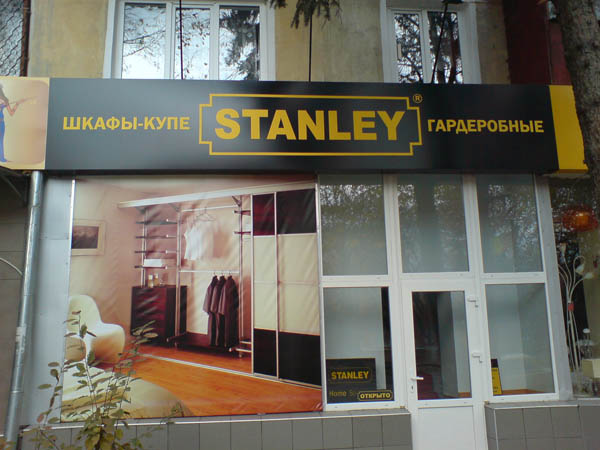
Вивіска плоска з композиту

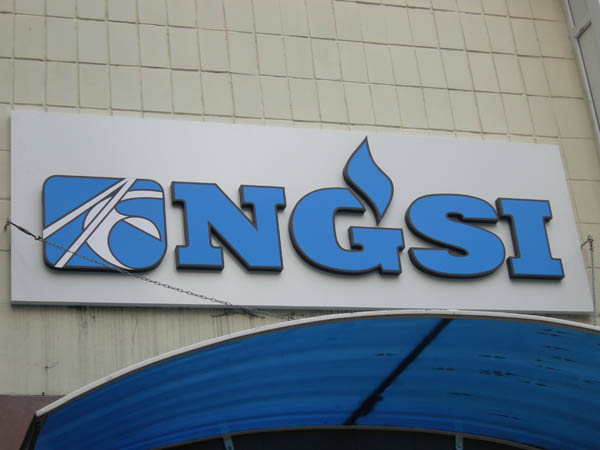
Об'ємні букви несвітлові

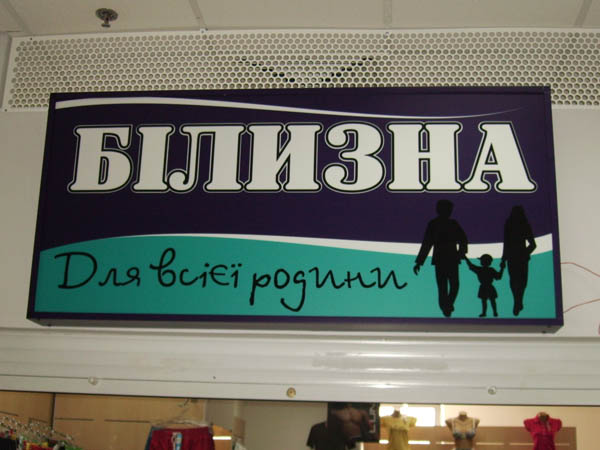
лайтбокс

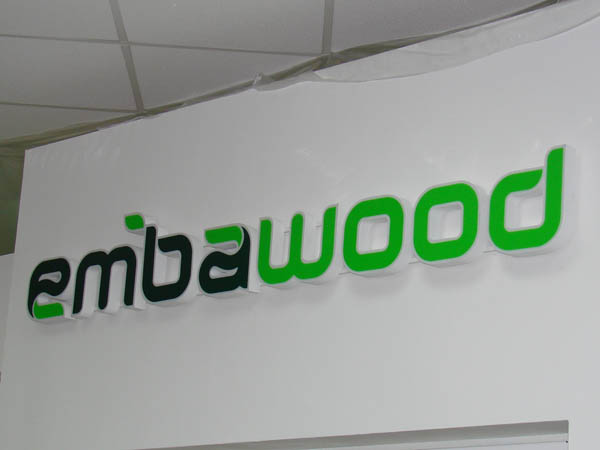
Об'ємні букви

Вивіска — навігаційний елемент будівлі, що інформує про розміщені в ній підприємства, установи та організації.

## Типи вивісок
Вивіски умовно поділяються на світлові і несвітлові. У світлових вивісках — підсвічування вбудоване, у не світлових — відсутнє або використовують зовнішнє підсвічування. Найбюджетнішим варіантом у розміщенні вивісок є вивіски з пінополістиролу.

## Об'ємні букви з пінопласту в декілька шарів
Складніші вироби з пінопласту можуть виконуватися в декілька шарів, що дозволяє надати виробу декілька кольорів, додати йому основу чи контур. Ми рекомендуємо використовувати різні товщини матеріалів для різних шарів виробу.
Вибираючи зовнішню вивіску, сучасні компанії частіше віддають перевагу об'ємним буквам. Такий тип реклами хороший тим, що помітний навіть на далекій відстані. За допомогою об'ємних літер компанії можуть краще сповіщати покупців про свої товари і послуги. Серед матеріалів, які застосовуються при виробництві зовнішньої реклами, особливим попитом став користуватися пінопласт. Він відрізняється високою якістю і легкістю монтажу, а також його часто оздоблюють різними фарбами або ексклюзивним покриттям.

## Чим фарбують рекламні вивіски з пінопласту?
Для надання яскравих кольорів вашим виробам, зазвичай, використовують високоякісні німецькі фарби фірми CAPAROL. Вони забезпечують яскравий вигляд та надійний захист протягом багатьох років. Також можна оздобити букви з пінопласту або цифри з пінопласту ексклюзивним покриттям, що імітує золото, матову поверхню, глянець, перламутр, оксамит та ін.

## Несвітлові вивіски

##### Фасадна вивіска плоска
Вивіски виконані з листових рекламних матеріалів (ПВХ, акрил, полікарбонат, алюмінієвий композит). Рідше з дерева, пінополістиролу, металу та інших матеріалів. Найчастіше прямокутної форми. Зроблені у вигляді коробки 3-10 см, але можливі і варіанти плоских вивісок, а також виконаних у вигляді фігури.

##### Не світлові об'ємні літери
Об'ємний напис. Використовувані матеріали: пінополістирол, ППХ, метал, дерево. Додатково обробляються фарбою, або вінілової плівкою). Встановлюються безпосередньо на фасад будинку, або на плоску фасадну вивіску.

## Світлові вивіски

##### Лайтбокс
Одним з найбільш розповсюджених видів світлової реклами є світловий короб (або lightbox) — світлотехнічний виріб, що являє собою об'ємну конструкцію з лицьовою поверхнею, яка пропускає світло. Матеріал — акрил, банер. Підсвічування здійснюється за допомогою ламп або світлодіодів. Можливі одне і двох сторонні лайтбокси.
Розрізняють наступні види лайтбоксів:
- Клеєний лайтбокс. Прямокутної або будь-якої вільної форми. Поверхня- акрил з наклеєною світлорозсіювачою рекламою. Борти з ПВХ склеюються з лицьовою частиною (звідси і назва). Переваги: низька ціна, можливість робити фігурні короба, наприклад формою вашого товару.
- Лайтбокс з профілю. Із спеціального ПВХ або алюмінієвого профілю. З такого профілю збирається коробка, куди вставляється лицьова акрилова частина. Переваги: легко розбирається і змінюється лицьова частина, стійкий до деформацій при перепадах температури.
- Композитний короб. Коробка збирається з фрезерованого алюмінієвого композиту. Сам композит не пропускає світло, тому в ньому попередньо вирізають необхідні написи і закривають зсередини акрилом. Переваги: Довгий термін служби, солідний зовнішній вигляд.
- Крім цього є, банерні лайтбокси (металева рама затягується вініловим банером) Застосовується коли потрібні великі розміри. (Більше 3 метрів завдовжки і 0,8 м ширини короба)

##### Об'ємні букви
Об'ємні букви є одним із найбільш відомих і популярних серед рекламодавців видів зовнішньої реклами. Їхню затребуваність пояснюють, у першу чергу, високою ефективністю і здатністю підкреслити статус компанії.
типи об'ємних букв:
- Закриті об'ємні букви виконуються з оргскла, борти — ПВХ, внутрішня підсвітка — світлодіоди. Бокові і лицьові поверхні обклеюються спеціальними вініловими плівками.
- Об'ємні букви з відкритим неоном. Яскрава реклама в стилі «Нічний Лас-Вегас».
- Об'ємні букви з відкритими світлодіодами. Лицьова частина букви просвердлюється згідно необхідного візерунка і в кожен отвір вставляється світлодіод. Кожен діод може бути свого світла і світитися незалежно від інших, що дозволяє формувати світло-динамічний малюнок.
- Об'ємні букви з контражурним (зворотнім) підсвічуванням. У цьому випадку джерело світла, що висвітлює поверхню за буквою і створює ефект світіння (темні, не світлові літери, оточені світлим ореолом).